# Dutch Open 1976

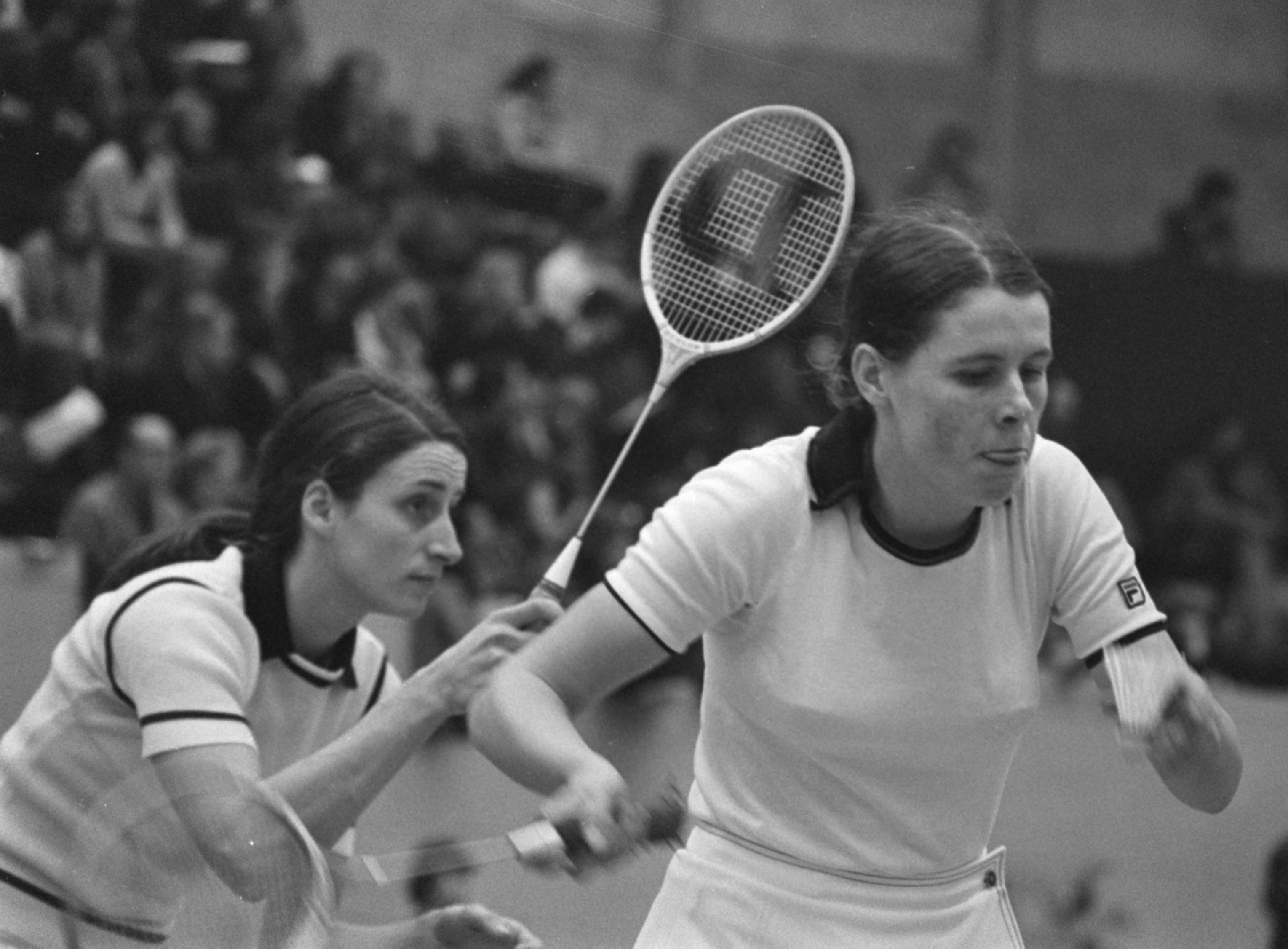
Marjan Ridder und Joke van Beusekom bei den Dutch Open 1976

Die Dutch Open 1976 im Badminton fanden vom 13. bis zum 15. Februar 1976 in der Sporthal Beverwijk in Beverwijk statt.

## Titelträger
| Disziplin    | Sieger                       |
| ------------ | ---------------------------- |
| Herreneinzel | Flemming Delfs               |
| Dameneinzel  | Gillian Gilks                |
| Herrendoppel | Flemming Delfs Elo Hansen    |
| Damendoppel  | Gillian Gilks Susan Whetnall |
| Mixed        | Derek Talbot Gillian Gilks   |

## Finalresultate
| Disziplin    | Sieger                       | Finalist                         | Ergebnis          |
| ------------ | ---------------------------- | -------------------------------- | ----------------- |
| Herreneinzel | Flemming Delfs               | Ray Stevens                      | 15–10, 15–1       |
| Dameneinzel  | Gillian Gilks                | Lene Køppen                      | 11–5, 6–11, 11–5  |
| Herrendoppel | Flemming Delfs Elo Hansen    | Klaus Kaagaard Steen Skovgaard   | 15–6, 15–12       |
| Damendoppel  | Gillian Gilks Susan Whetnall | Marjan Luesken Joke van Beusekom | 15–4, 15–5        |
| Mixed        | Derek Talbot Gillian Gilks   | Steen Skovgaard Lene Køppen      | 15–6, 13–15, 15–3 |